# Nemi megerősítő műtét
A nemi megerősítő műtét (vagy gendermegerősítő és nemi átalakító műtét; korábban, már ritkán használt kifejezéssel: nemi helyreállító műtét) olyan sebészeti beavatkozást jelent, melynek során a születéskor adott külső nemi szerveket műtéti úton az ellenkező nemnek megfelelő külső nemi szervekké formálják át azon személyeknél, akik ezt azért igénylik, mert a nemi identitásuk (amely kifejezés nem összetévesztendő a szexuális irányultsággal) nem azonos a születéskor kijelölt társadalmi nemükkel és/vagy a biológiai nemükkel. A műtét elvégzését indokló állapot a transznemű emberek többségének kellemetlen nemi diszfóriát okoz. Az interszexuálisok azok, akik születésükkor nem sorolhatok be egyértelműen egyik nembe sem, mert külső és belső nemi szerveik és/vagy kromoszómájuk vegyes, mert mondjuk mindkét nem jellemzőit hordozzák, pl. péniszük és petefészkeik is vannak. A rajtuk végrehajtott – általában röviddel a születést követően, a páciens beleegyezése nélkül történő – valamelyik nembe történő besorolást egyértelműsítő műtétek (például: kasztráció) nem tartoznak ide.